# George Town (Tasmania)
George Town es una ciudad y localidad rural del noreste del estado de Tasmania, en la orilla oriental de la desembocadura del río Tamar, Australia. La Oficina de Estadísticas de Australia registra que el área municipal de George Town tenía una población de 6764 habitantes a 30 de junio de 2016.

## Historia
Las primeras observaciones del río Tamar se produjeron en 1798, cuando Bass y Flinders navegaron hacia el río durante su circunnavegación de Tasmania. El río estuarino recibió el nombre de Port Dalrymple y el lugar que se convertiría en George Town se denominó Outer Cove. En enero de 1804, William Collins dirigió una exploración de 18 días en el río para determinar el mejor lugar para un asentamiento. En noviembre de 1804, el coronel William Paterson llegó con cuatro barcos con 181 personas, convictos, soldados y un colono libre, y el asentamiento se estableció en Outer Cove. Posteriormente, el asentamiento principal se trasladó al brazo oeste del río y luego a la cabecera, unos 50 km al sur, con el nombre de Launceston. Cuando, en 1811, el gobernador en jefe Lachlan Macquarie recorrió Tasmania, volvió a trasladar el asentamiento a Outer Cove y lo llamó George Town, en honor al rey Jorge III. La población se mostró reacia al traslado y la construcción de la ciudad no comenzó en serio hasta 1819. Debido a la necesidad de mantener una posición defendible en la desembocadura del río, independientemente de la ubicación del asentamiento principal, la zona de George Town ha estado continuamente ocupada desde 1804, lo que la convierte en uno de los primeros asentamientos europeos en Australia.

## Medios de comunicación
George Town cuenta con una emisora de radio local: Tamar FM 95.3, que es una emisora comunitaria que generalmente emite música y anuncia los negocios locales.